# Mesorregión del Nordeste Mato-Grossense
La mesorregión del Nordeste Mato-Grossense es una de las cinco mesorregiones del estado brasilero de Mato Grosso. Está formada por la unión de 25 municipios agrupados en tres microrregiones.

## Microrregiones
- Canarana
- Medio Araguaia
- Norte Araguaia

- Datos: Q2719621